# Пембаур, Йозеф (младший)
Йозеф Пембаур (нем. Josef Pembaur; 20 апреля 1875, Инсбрук — 12 октября 1950, Мюнхен) — немецкий пианист и композитор. Сын Йозефа Пембаура (старшего), брат Карла Пембаура.
В 1893—1896 гг. учился в Мюнхенской консерватории у Йозефа Райнбергера и Людвига Тюйе (последний, в свою очередь, учился у его отца), до 1901 г. преподавал там же, затем совершенствовал своё мастерство в Лейпциге под руководством Альфреда Райзенауэра. С 1912 г. профессор Лейпцигской консерватории (здесь у него, в частности, учился Тадеуш Маерский), в 1921—1948 гг. преподавал в Мюнхене. Концертировал, в том числе в составе фортепианного дуэта со своей женой Марией, урождённой Эльтерих (нем. Elterich; 1869—1937). Автор музыкально-поэтической драмы «Сафо», концертштюка для фортепиано с оркестром, духовой и инструментальной музыки. В 1919 г. записал для фирмы Welte-Mignon шесть своих пьес и две пьесы своего отца.